# Noongares

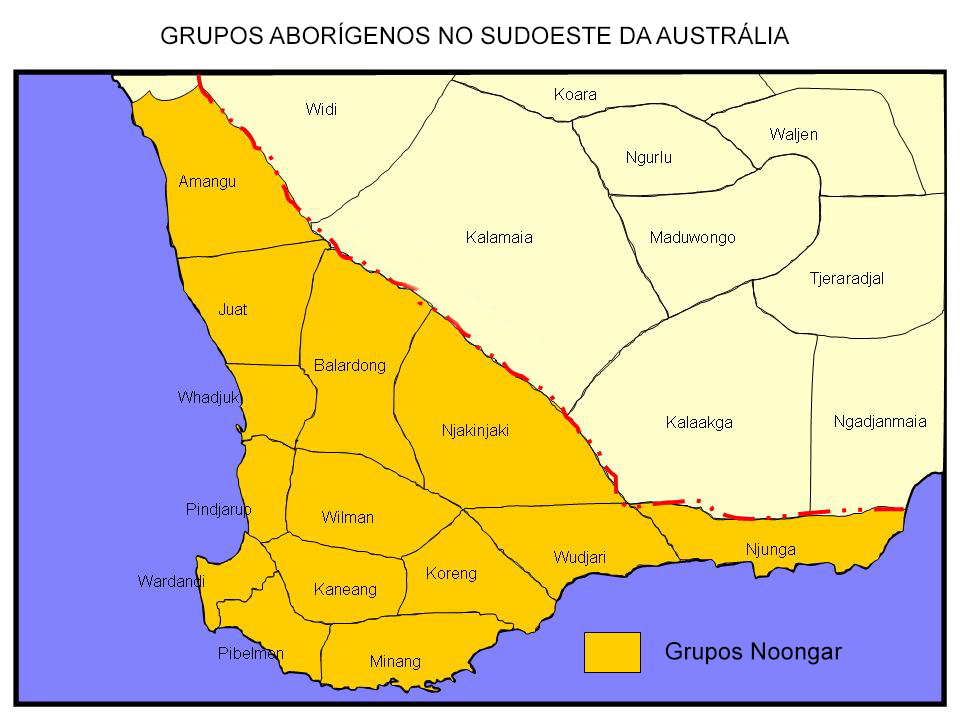
Grupos Noongar

Os Noongar ( /ˈnʊŋɑː/, também escrito Noongah, Nyungar, Nyoongar, Nyoongah, Nyungah, Nyugah, Yunga  ) são povos aborígenes australianos, naturais do canto sudoeste da Austrália Ocidental, entre Geraldton na costa oeste e Esperance na costa sul. A nação Noongar é composta  por 14 grupos diferentes: Amangu, Ballardong, Yued, Kaneang, Koreng, Mineng, Njakinjaki, Njunga, Pibelmen, Pindjarup, Wardandi, Whadjuk, Wiilman e Wudjari. 
Os membros do bloco cultural Noongar coletivo, descendem de povos que falavam várias línguas e dialetos que muitas vezes eram mutuamente inteligíveis. O que agora é classificado como a língua Noongar é um membro da grande família de línguas Pama-Nyungan. Os Noongar contemporâneos falam o inglês aborígine australiano (um dialeto da língua inglesa) misturado com palavras Noongar e ocasionalmente flexionadas pela sua gramática. A maioria dos Noongar contemporâneos tem ancestralidade num ou múltiplos grupos. Os números do censo de 2001 mostraram que 21.000 pessoas se identificaram como indígenas no sudoeste da Austrália Ocidental.

## Nome
O endónimo dos Noongar vem de uma palavra que originalmente significava "homem" ou "pessoa". 

## Língua
Na época da colonização europeia, acredita-se que os povos que hoje formam a comunidade  Noongar falavam treze dialetos, cinco dos quais ainda têm falantes com domínio vivo das suas respectivas versões da língua.  Já nenhum falante usa o idioma em toda a gama de situações quotidianas de conversação, e só uns quantos sabem usar os recursos linguísticos completos na sua integridade. 

## Contexto ecológico
Os povos Noongar têm seis estações cujo período de tempo é definido por mudanças observáveis específicas no ambiente, com um período de seca variando de apenas três a onze meses.    As tribos estão espalhadas em três sistemas geológicos diferentes:
as planícies costeiras, o planalto e as margens do planalto; todas as áreas são caracterizadas por solo relativamente infértil. O norte é caracterizado por arbustos de casuarina, acácia e melaleuca, o sul por arbustos de mulga, mas também com locais de floresta densa. Vários rios correm rumo à costa e lagos e brejos proveram ao povo Noongar os seus recursos alimentares e vegetação característicos. 

## Cultura

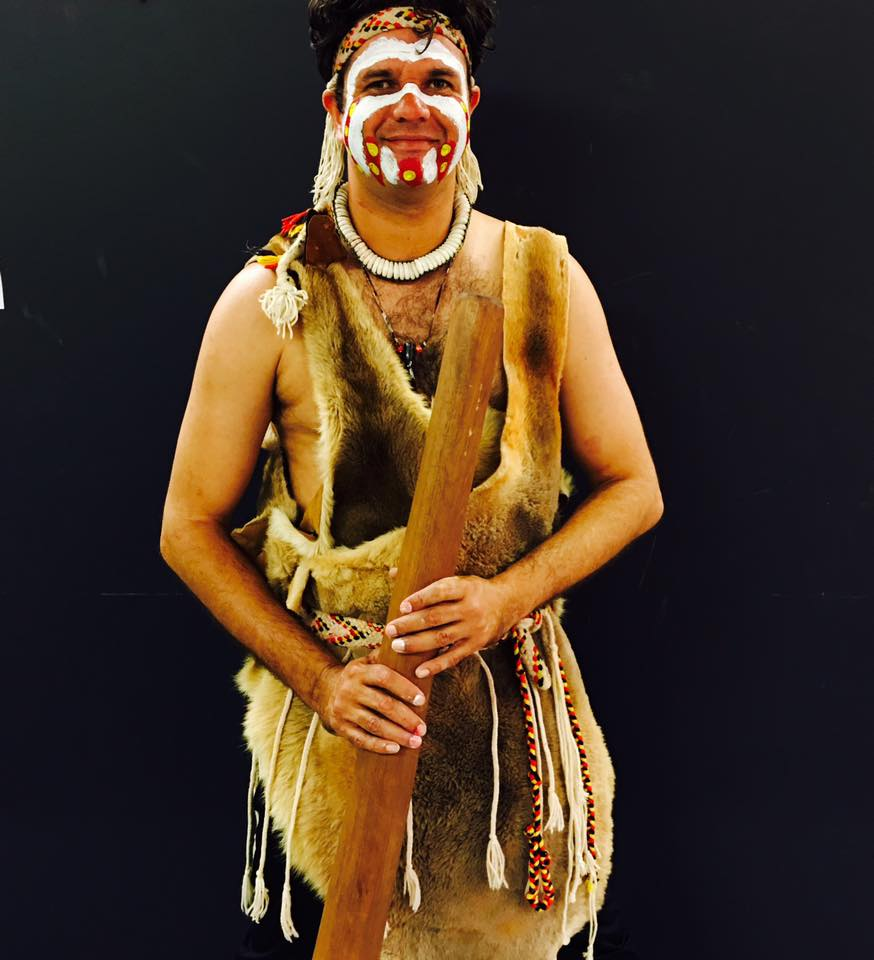
Olman Walley, um artista Noongar, com vestimentas Noongar tradicionais

Os Noongar vivem em muitas cidades do interior do sudoeste, bem como nos principais centros populacionais de Perth, Mandurah, Bunbury, Geraldton, Albany e Esperance . Muitos povos Noongar desenvolveram relacionamentos de longa data com os wadjila (homem branco)  agricultores e continuaram a caça ao canguru e a recolher bush tucker (alimentação natural), bem como a ensinar aos seus filhos histórias sobre a terra. Nalguns locias no sudoeste, os visitantes podem fazer caminhadas bushtucker, experimentando alimentos como canguru, ema, compota ou condimento de quandong, tomates bravos, patê de larvas de witchetty e mel do mato.
O buka é um manto tradicional do povo Noongar feito de pele de canguru. 
Em Perth, os Noongar acreditam que a Darling Scarp representa o corpo de um Wagyl, um ser semelhante a uma cobra do Tempo dos Sonhos que serpenteava pela terra criando rios, cursos d' água e lagos. Eles acreditam que os Wagyl criaram o Rio Swan. O Wagyl tem sido associado ao Wonambi naracoutensis, parte da extinta megafauna da Austrália que desapareceu há, entre 15 e 50.000 anos atrás.

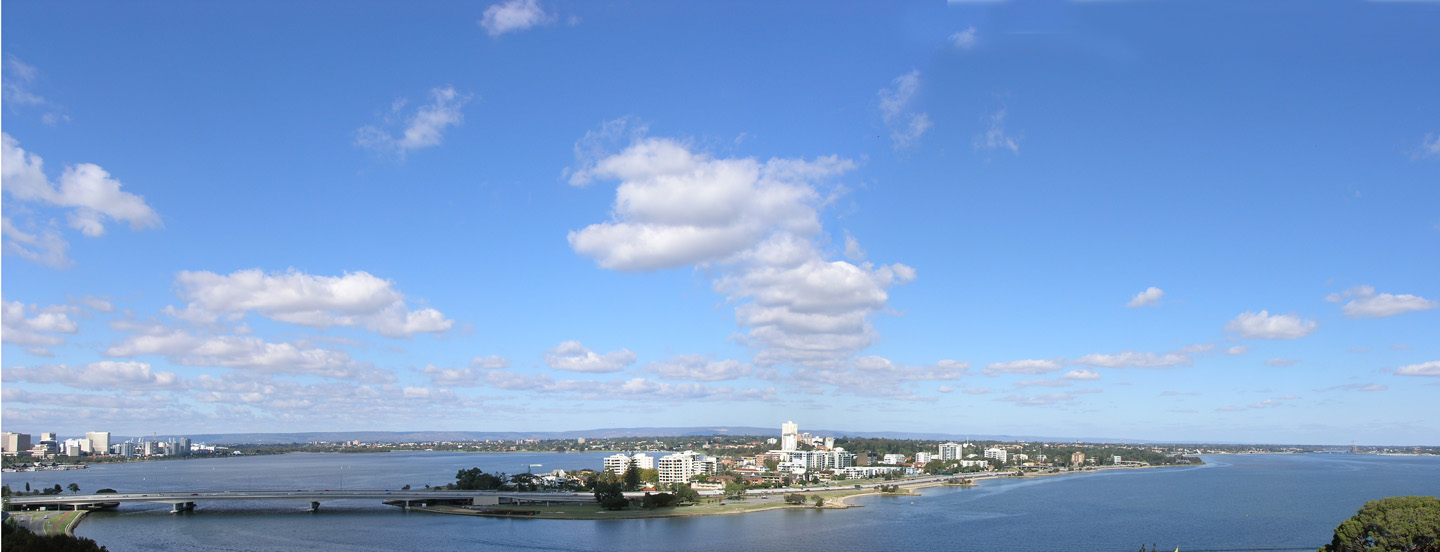
O Rio Swan

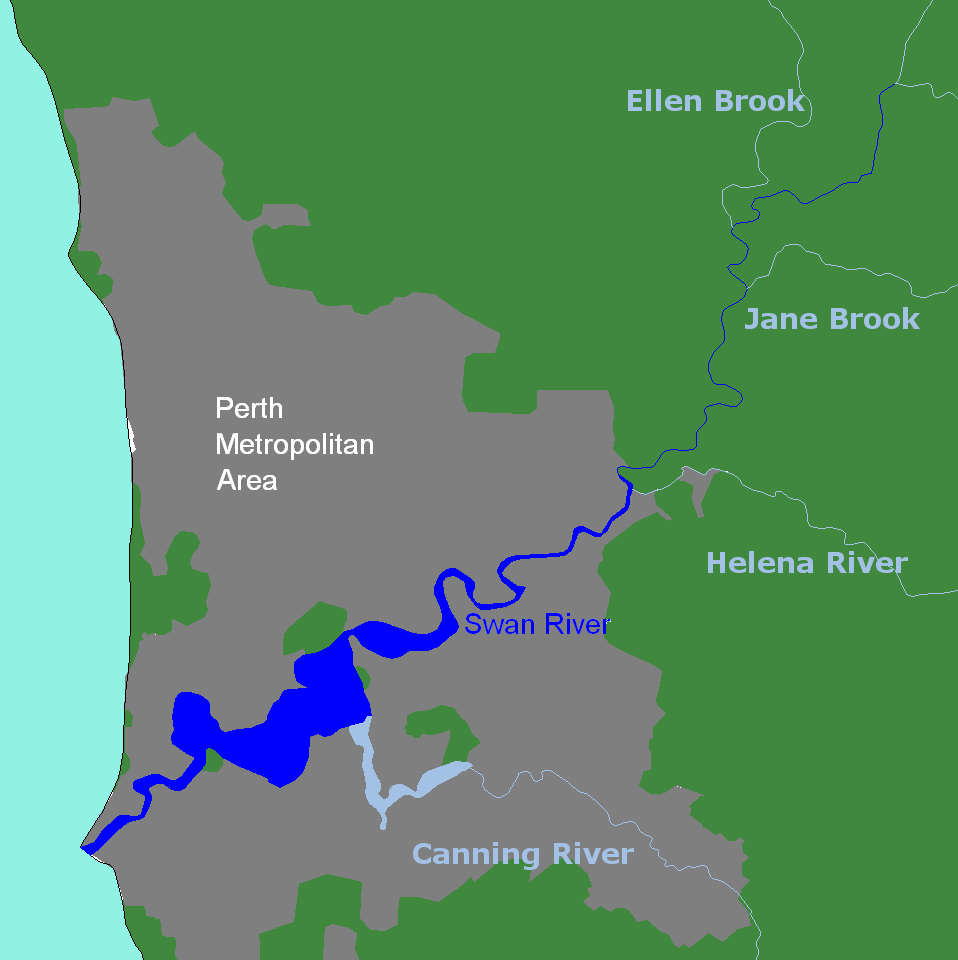
Rio Swan, com o Rio Canning em azul claro

O governo Barnett da Austrália Ocidental anunciou em novembro de 2014 que, devido a mudanças nos acordos de financiamento com o governo federal de Abbott, ia fechar 150 das 276 comunidades aborígenes em locais remotos. Como resultado, Noongars em solidariedade com outros grupos aborígines estabeleceram um campo de refugiados na Ilha de Heirisson. Apesar da ação policial para desmantelar o acampamento duas vezes em 2015, este continuou até abril de 2016.
Os anciões são cada vez mais solicitados em ocasiões formais a darem " boas-vindas ao país ", e os primeiros passos para incluir o ensino da língua Noongar no currículo geral, foram dados.
Nos últimos anos, tem havido um interesse considerável nas artes visuais Noongar. Em 2006, a cultura Noongar foi exibida como parte do Festival Internacional de Artes de Perth. Um destaque no Festival foi a apresentação da monumental "Ngallak Koort Boodja - Our Heart Land Canvas". Os 8 metros (26 pé)  de tela foram encomendados para o festival por representantes dos anciães e famílias unidos de toda a nação Noongar. Foi pintada pelos principais artistas Noongar Shane Pickett, Tjyllyungoo, Yvonne Kickett, Alice Warrell e Sharyn Egan.

## Ecologia Noongar
O povo Noongar ocupou e manteve as terras de clima mediterrânico da ecorregião sudoeste da Austrália Ocidental, e fez uso sustentável de sete regiões biogeográficas do seu território, nomeadamente;
- Geraldton Sandplains - Amangu e Yued
- Planície costeira dos cisnes - Yued, Whadjuk, Binjareb e Wardandi
- Avon Wheatbelt - Balardong, Nyakinyaki, Wilman
- Floresta Jarrah - Whadjuk, Binjareb, Balardong, Wilman, Ganeang
- Warren - Bibbulmun / Bibulmun, Mineng
- Mallee - Wilmen, Goreng e Wudjari
- Planícies de Esperance - Njunga

Essas sete regiões foram reconhecidas como um hot-spot de biodiversidade,  tendo um número geralmente superior de espécies endémicas que a maioria das outras regiões da Austrália. O dano ecológico causado a esta região através do desbravamento, espécies de plantas introduzidas, animais ferozes e plantas não endémicas também é severo, e resultou numa alta proporção de plantas e animais sendo incluídos nas categorias de espécies raras, ameaçadas e em perigo de extinção. Nos tempos modernos, muitos homens aborígines eram empregados como caçadores de coelhos, tornando-se os coelhos parte da dieta Noongar no início do século XX. O território Noongar também se conforma estreitamente com a Região de Drenagem do Oceano Índico sudoeste, e o uso desses recursos hídricos desempenhou um papel sazonal muito importante na sua cultura.

## Problemas atuais
Como consequência das Gerações Roubadas e dos problemas de integração com a sociedade moderna ocidentalizada, os Noongar enfrentam problemas difíceis.Por exemplo, o encontro dos Homens Noongar do SouthWest em 1996 identificou os principais problemas da comunidade associados à expropriação cultural, tais como:
- Álcool e drogas ( dependências químicas, comorbidades ou diagnósticos duplos, automedicação sem supervisão médica, inalação de solventes )
- Dieta e nutrição
- Linguagem e cultura
- Violência doméstica
- Relações pai e filho

Embora muitos desses problemas não sejam exclusivos aos Noongar, em muitos casos eles não têm acesso devido a uma organização  governamental. O relatório produzido após este encontro também afirmou que os homens Noongar têm uma expectativa de vida de 20 anos menos do que os homens não aborígines e vão ao hospital três vezes mais frequentemente. 

## Pessoas notáveis de Noongar
Atual
- Leonard Collard
- Ben Cuimermara Taylor
- Angus Wallam

Histórico
- Midgegooroo
- Mokare
- Yagan